# Loka Enmark
För andra betydelser, se Enmark.
Solveig Margareta "Loka" Enmark, född 17 september 1931 i Bureå, Västerbottens län, död 24 oktober 2012 i Stockholm, var en svensk författare.
Enmark debuterade med romanen Bedrägeriet 1960. Hon skrev ett tjugotal romaner och novellsamlingar och även artiklar, noveller och kåserier både i dags- och veckopress. Hennes sista bok självbiografin På jakt utkom 1996.

### Medverkan
- Kärlek. 9. Malmö: Corniche. 1968. Libris 1158957
- Kärlekshistorier. Höganäs: Bra böcker. 1984. Libris 437233
- Kvinnornas röda bok. Stockholm: Trevi. 1996. Libris 7613069. ISBN 91-7161-143-6